# Nicolas Vaporidis
Nicolas Vaporidis (gr. Νικόλας Βαπορίδης; ur. 22 grudnia 1981 w Rzymie) – włoski aktor i producent filmowy.

## Biografia
Vaporidis urodził się w Rzymie. Ojciec aktora jest Grekiem. Po ukończeniu rzymskiego Liceo Manara, przez rok mieszkał w Londynie, gdzie uczęszczał do szkoły językowej. Po powrocie do Rzymu przez kilka miesięcy chodził na kursy recytacji w szkole Teatro Azione. Filmowym debiutem aktora był występ w filmie science fiction Dario Brunelliego Il Ronzio delle mosche w 2003. Kolejnymi filmami z Vaporidisem były komedie: Noc przed egzaminami z 2006, Wycieczka do Maroka i Notte prima degli esami oggi z 2007, Questa notte è ancora nostra z 2008, Jago z 2009. W 2013 wcielił się w jedną z głównych ról w nagradzanym dramacie filmowym Przyszłość w reżyserii Alicii Scherson. W 2010 był producentem komedii Tutto l'amore del mondo, w reżyserii Riccardo Grandiego, gdzie zagrał jedną z głównych ról. W 2007 opublikował powieść Bravissimo a sbagliare.